# Microregiunea Törökszentmiklós
Microregiunea Törökszentmiklós (în maghiară Törökszentmiklósi kistérség) a fost o microregiune statistică (kistérség) din județul Jász-Nagykun-Szolnok, Ungaria.
Cu o populație de 38.443 locuitori și o suprafață de 499,58 km2, aceasta a existat până în 2014, când în Ungaria, microregiunile ”kistérségek” au fost înlocuite de districte (járások).